# Abbaye Sainte-Scholastique
L’abbaye Sainte-Scholastique, dont la construction débute en 1890 avec le monastère et s'achève en 1923 avec la consécration de l'église, est située dans la commune de Dourgne, dans le département du Tarn en région Occitanie. Elle est dédiée à sainte Scolastique, sœur de saint Benoît de Nursie.

## Activité
D'un style roman néo-classique, elle abrite une communauté de bénédictines. Elle est située sur le Chemin de Saint-Jacques de Compostelle et dispose à ce titre d'un hébergement pour les pèlerins.